# 藤井友子
藤井 友子（ふじい ともこ）は、日本の染匠、実業家。彩琳株式会社、富宏染工株式会社代表取締役社長。開志専門職大学客員教授。

## 人物
国指定の伝統的工芸品である手描き京友禅の染匠として伝統文化を守りながらも時代の流れに柔軟な姿勢を見せ、日常のおしゃれ着として使える小紋や付け下げなどの着物をメインとした『tomihiro』や、日常の生活の中に京都の着物を感じさせるコンセプトのブランド『RITOFU』を立ち上げ、タンブラーなどの日用品や名刺入れ、バッグなどを製作したり、『IROMORI』というブランドでは、手描き友禅の技法を応用したファブリックを創出するなど、京友禅の可能性を広げる新しい取り組みを行う。

### 染匠として
京都・室町に一人っ子として生まれ育つ。幼少期は中京の家の周辺に着物関係の家が多く、藤井自身はごく一般的な家業という受け止め方で、「伝統工芸の仕事」といった認識はなかった。同志社大学商学部卒業、同志社大学大学院ビジネス研究科卒業（MBA取得）。ビジネススクール時代に、他業種の人との交流の中で、家業の特殊性や、日本らしさ・京都らしさが客観的に理解でき、時代に合った方法を模索した。父で師匠でもある染匠藤井寛は、独自の手描き京友禅の世界を作り出し「藤井寛のきもの」として上皇后や皇后など多くの皇族に愛用されている。皇族が公的な行事などで着用していることから、「ロイヤルカラー」と言われる。
染匠とは、手描き友禅が京都に発祥するのと同時期にできた京友禅独特の職業で、意図する意匠や色、技術などを、約15工程ある職人にそれぞれ指示をし、刺繍や紋をも含めた"染め"の総合芸術・技術と意匠の集大成として、染匠の創作意図のもと創作される。染匠の指示のもと、職人は各々の技術を1枚の着物に施していく。その工程のうち、彩色は1人が担当し、かかる日数は20日間ほどで、20-30色の染料を調合し無限の色数を作る。通常、手描き友禅は筆を用いるが、藤井家では、筆よりも幅の広い刷毛を使用する。より高度な技術が求められるが、刷毛を用いると、目の詰まった絹地でも糸の芯まで染め付けることが可能である。また、地色を全体に引かず、刷毛で少しずつ模様を表現し染め上げる。この技法は、先代・藤井寛が考案したものである。

### 多方面での活動
京都大学大学院総合生存学館、同志社大学ビジネススクール、京都女子大学、平安女学院大学などで伝統文化、ものつくり、事業承継、女性の社旗進出などさまざまなテーマで講演活動を行う。着物制作のほか、「源氏物語千年紀匠の技継承事業」、「JAXAのきぼう利用プロジェクト『宇宙とつながる京都』研究会」への参加など、多方面で活動。
KYOTO DAIRI PROJECTメンバーとして活動
。

### 発言
「着物の業界は職人は圧倒的に男性が多く、長男が家業を継ぐという慣習が古くあるが、私は女性なので後継という目で見られることもなかったので、業界の常識に疎いことも手伝って、わりと自由で新しいことにも挑戦できたのだと思う」。また「繊細さを人の手で表す日本文化は、他の国にない素晴らしいものだ。今は新たな技術が次々と生まれ、世の中がどんどん早くなっているが、同時に、技術の陳腐化も早い。一方で日本や京都の伝統文化は、長い時間をかけて育まれた独自の世界観や美意識、ストーリーがある。海外から見ても興味を抱いてもらえる方の多い、日本の誇るべき文化だ」 - 2023年8月には、以上のように発言している。

## 略歴
- 2006年
  - 英国紙フィナンシャルタイムズで紹介される。
  - 源氏物語千年紀匠の技継承事業 記念品に採用される。
- 2010年
  - JAXAきぼう利用プロジェクト『宇宙とつながる京都』。
  - 「東京ガールズコレクション」出品。
- 2012年 - クール・ジ ャパン戦略推進事業ニューヨーク・パリ展示。
- 2013年 - 京都新聞「私の京都新聞評」執筆。
- 2014年 - 「Material Attraction -Scandinavia likes Japan」ストックホルム。
- 2015年
  - ミラノサローネ「NEW DENSAN 100」出展。
  - 経産省「The Wonder500」選定（kyo-yuzenクラッチバッグ）。
- 2016年 -  G7女性職人シンポジウム登壇（経済産業省、ジェトロ主催・Google協賛）。

出典
- 2020年 - 8月25日、藤井寛の後任として彩琳株式会社代表取締役社長に就任[4]。

- 2022年 - 2022年9月号の日本政府のオンライン雑誌"HIGHLIGHTING Japan"9月号に掲載される[9]。
- 2023年 - 1月28日、横綱白鵬の断髪式で、白鵬の長女、次女がそれぞれ彩琳の着物を着用[14][15]。
- 2024年 - 6月15日、「京友禅サリー」プロジェクトが内閣府首相官邸公式SNS「JAPAN GOV」に掲載される[16]。